# Опште хумано служитељско удружење у Краљевини Југославији
Опште хумано служитељско удружење у Краљевини Југославији основано је 1909. године у Београду. Удружење се временом проширило и на остале присједињене крајеве земље. Ово удружење било је чисто хуманитарна и социјална институција за помагање и морално и материјално подизање чланова и породице сиромашних суграђана, као и помагање другим хуманитарним и просветним устаовама и друштвима. Чланови друштва могли су бити служитељи, јавни и приватни, оба пола али само држављани Краљевине Југославије, који не болују од заразних или неких неизлечивих болести.
Циљеви удружења били су:
- да подигне дом, који ће моћи да користе сиромашни чланови, као и сирочад умрлих чланова, а у коме ће такође бити смештене канцеларије, зборница, амбуланта, библиотека и читаоница
- да заступа интересе својих чланова када је то потребно и да свакодневно ради на њиховом бољитку
- да интервенише код надлежних власти, када су у питању оправдани интереси удружења као целине или његових чланова појединачно
- да помаже чланове у случају болести, смрти и порођајима у законитом браку
- да својим члановима који без своје кривице остану без посла налази запослење
- да путем заједничких предавања и састанака буди код чланова и омладине свест о заједништву и једнакости и равноправности
- да створи уређену читаоницу, снабдевену адекватним поучним књигама и часописима, коју ће чланови и омладина моћи да користе
- да код чланова и омладине буди дух штедње и скромности
- да се стара да сви чланови савесно и поштено врше задату дужност
- да води надзор о сирочади умрлих чланова, да им пружи правну, материјалну и моралну помоћ
- да сваке године приређује и даје помен својим умрлим члановима
- да по могућству приређује концерте и предавања и повремено организује догађаје, ради прикупљања донација и средстава у корист друштва

Друштво се финансирало пре свега од чланарина, потом од завештања ванредних чланова, од прихода са различитих догађаја, од прихода наплаћених казни од чланова и органа удружења, прихода од камата на готовину и од добровољних прилога појединаца и установа. 
Органи удружења били су
- скупштина
- управни одбор
- надзорни одбор

- службено особље

Редовне скупштине се састају сваког арила, а ванредне по потреби, где се решавају сви текући проблеми и на којима се одлучвало о важним питањима. На скупштини су могли да гласају сви редовни пунолетни чланови, оба пола, који су дуже од шест месеци чланови друштва и који су платили улог за месец у ком се скупштина сазива. Ванредни чланови могли су присуствовати и говорити на скупштини, али нису могли гласати.
Удружење је временом својим радом постизало добре резултате и временом остварило све наведене циљеве. Купило је плац у у улици Орловића Павла број 21 и ту подигло потребне просторије. Удружење је давало својим болесним члановима бесплатног лекара и лекове, у случају смрти сахрану од 1500 динара. У случају порођаја у законитом браку, поред лекара и потребних лекова, уружење је давало и помоћ од 200 динара. Поред својих чланова друштво је помагало и друге организације хуманитарног карактера. Сиромашнима је давало помоћ у новцу, лековима и одећи. Трајање удружења је неограничено, а престаје и ликвидира се када број чланова спадне испод 30 који непосредно цео улог плаћају централи, а повереништва престају када број чланова спадне испод 15.